# Mechanitis peruana
Mechanitis peruana är en fjärilsart som beskrevs av Carl Heinrich Hopffer 1879. Mechanitis peruana ingår i släktet Mechanitis och familjen praktfjärilar. Inga underarter finns listade i Catalogue of Life.